# Politikåret 1893

## Händelser
- 13 januari – Independent Labour Party bildas i Storbritannien.[1]
- 4 mars – Grover Cleveland tillträder för andra gången som USA:s president.[2]
- 1 maj – Richard Seddon efterträder John Ballance som Nya Zeelands premiärminister.[3]
- 2 maj – Emil Stang efterträder Johannes Wilhelm Christian Steen som Norges statsminister.[4]
- 19 september – Kvinnor i Nya Zeeland får rösträtt genom New Zealand Electoral Act.[1]
- 15 december – Francesco Crispi efterträder Giovanni Giolitti som Italiens konseljpresident.[5]

## Val och folkomröstningar
- September – Andrakammarval hålls i Sverige.
- 28 november – Vid parlamentsvalet i Nya Zeeland röstar kvinnor för första gången.[1]

## Födda
- 19 mars – José María Velasco Ibarra, ecuadoriansk politiker, Ecuadors president 1934–1935, 1944–1947, 1952–1956, 1960–1961 och 1968–1972.
- 26 mars – Palmiro Togliatti, italiensk kommunistisk politiker.
- 11 april – Dean Acheson, amerikansk demokratisk politiker, utrikesminister 1949–1953.
- 30 april – Joachim von Ribbentrop, tysk nazistisk politiker, utrikesminister 1938–1945.

### Fotnoter
1. 1 2 3  ”Chronology of World History” (på engelska). World Timeline. Arkiverad från originalet den 25 juli 2015. https://web.archive.org/web/20150725061839/http://worldtimeline.info/wor1893.htm. Läst 28 juli 2015.
2. ↑  ”United States of America” (på engelska). World Statesmen. http://www.worldstatesmen.org/United_States.html. Läst 28 juli 2015.
3. ↑  ”New Zealand” (på engelska). World Statesmen. http://www.worldstatesmen.org/New_Zealand.htm. Läst 1 augusti 2015.
4. ↑  ”Norway” (på engelska). World Statesmen. http://www.worldstatesmen.org/Norway.htm. Läst 29 juli 2015.
5. ↑  ”Italy” (på engelska). World Statesmen. http://www.worldstatesmen.org/Italy.htm. Läst 31 juli 2015.